# Tony Hajjar
Tony Hajjar (ur. 17 sierpnia 1974 w Bejrucie) – libański perkusista, członek zespołów At the Drive-In, Sparta i Gone Is Gone.

## Życiorys
Podczas przerw w koncertowaniu z At the Drive-In, Tony uczył chemii. Po opuszczeniu zespołu założył wraz z przyjaciółmi zespół Sparta, z którym gra do dzisiaj. Grywał również w innych grupach, na przykład na płycie "Disintegration" zespołu Jimmy Eat World.
Podobnie jak Paul Hinojos, inny były członek At the Drive-In, Tony powtarzał, że największy wpływ na styl jego gry miał album Master of Puppets zespołu Metallica.
Używa bębnów Tama, talerzy Zildjian i pałeczek Vater.
W roku 2006 Tony Hajjar stworzył 16-minutowy film krótkometrażowy, zatytułowany "Eme Nakia", który pojawił się na specjalnym wydaniu albumu zespołu Sparta – Threes. Film opowiada historię Tony’ego, która zaczyna się podczas libańskiej wojny domowej (1975-1990). W wieku 5 lat rodzina Tony'ego uciekła z Libanu do USA. Osiedliła się na zachodzie Teksasu – w przygranicznym mieście El Paso. Kiedy Hajjar miał 14 lat, jego matka zmarła na raka, a ojciec wkrótce opuścił rodzinę. Jego 18-letni brat zajął się wychowywaniem Tony’ego i jego siostry. W filmie zobaczyć można jego historię – od trudnych początków po chwilę obecną. Słowo "Eme" oznacza w języku arabskim Matkę, a "Nakia" to imię matki Tony’ego.
Tony jest dynamicznym perkusistą – podczas jednego z niedawnych koncertów grał tak mocno, że w połowie pierwszego utworu rozbił werbel.

## Dyskografia
- Jimmy Eat World – Stay On My Side Tonight (2005)[4]